# Alexander Sørloth
Alexander Sørloth (Trondheim, 6 de diciembre de 1995) es un futbolista noruego. Juega como delantero en el Atlético de Madrid de la Primera División de España.

## Trayectoria
Se formó en el Rosenborg Ballklub,y allí comenzó su carrera futbolística. Probó suerte en varias ligas: jugó para el F. C. Groningen neerlandés, el F. C. Midtjylland danés, el Crystal Palace F. C. inglés y el K. A. A. Gante belga.
En agosto de 2019 fue cedido por el Crystal Palace al Trabzonspor turco hasta el final de la temporada 2020-21. Marcó 33 goles en 49 partidos, y en septiembre del año siguiente se llegó a un acuerdo para finalizar la cesión de manera anticipada y fichar por el R. B. Leipzig.
El 25 de agosto de 2021 llegó a España para jugar en la Real Sociedad en calidad de cedido por una temporada. Un año después regresó, nuevamente cedido, al club txuri-urdin tras haber logrado ocho goles en los 44 partidos que disputó la campaña anterior. La segunda temporada con el equipo anotó 16 goles.
El 25 de julio de 2023 fichó por el Villarreal C. F., equipo con el que firmó por las siguientes cinco temporadas. Destacó en el partido disputado el 19 de mayo de 2024 ante el Real Madrid C. F., por la fecha 37 de La Liga 2023-24, convirtiéndole cuatro goles al elenco merengue en el Estadio de la Cerámica. Culminó aquella temporada con 23 goles convertidos, ubicándose en el segundo lugar de la tabla de anotadores, a solo un gol de Artem Dovbyk del Girona F. C., quien se llevó el Trofeo Pichichi.
El 3 de agosto de 2024, el Club Atlético de Madrid y el Villarreal C. F. llegaron a un acuerdo para su traspaso. Firmó un contrato por cuatro temporadas con el club colchonero.

## Estadísticas

### Clubes
Actualizado al último partido disputado el 17 de agosto de 2025.
| Club                            | Div.          | Temporada     | Liga  | Liga  | Liga  | Copas nacionales | Copas nacionales | Copas nacionales | Copas internacionales | Copas internacionales | Copas internacionales | Total | Total | Total |
| Club                            | Div.          | Temporada     | Part. | Goles | Asis. | Part.            | Goles            | Asis.            | Part.                 | Goles                 | Asis.                 | Part. | Goles | Asis. |
| ------------------------------- | ------------- | ------------- | ----- | ----- | ----- | ---------------- | ---------------- | ---------------- | --------------------- | --------------------- | --------------------- | ----- | ----- | ----- |
| Rosenborg Ballklub · Noruega    | 1.ª           | 2013          | 0     | 0     | 0     | 0                | 0                | 0                | 1                     | 1                     | 0                     | 1     | 1     | 0     |
| Rosenborg Ballklub · Noruega    | 1.ª           | 2014          | 6     | 0     | 0     | 0                | 0                | 0                | 3                     | 0                     | 0                     | 9     | 0     | 0     |
| Rosenborg Ballklub · Noruega    | Total club    | Total club    | 6     | 0     | 0     | —                | —                | —                | 4                     | 1                     | 0                     | 10    | 1     | 0     |
| F. K. Bodø/Glimt · Noruega      | 1.ª           | 2015          | 26    | 13    | 4     | 3                | 1                | 1                | —                     | —                     | —                     | 29    | 14    | 5     |
| F. K. Bodø/Glimt · Noruega      | Total club    | Total club    | 26    | 13    | 4     | 3                | 1                | 1                | —                     | —                     | —                     | 29    | 14    | 5     |
| F. C. Groningen · Países Bajos  | 1.ª           | 2015-16       | 13    | 2     | 1     | —                | —                | —                | —                     | —                     | —                     | 13    | 2     | 1     |
| F. C. Groningen · Países Bajos  | 1.ª           | 2016-17       | 27    | 3     | 3     | 1                | 1                | 0                | —                     | —                     | —                     | 28    | 4     | 3     |
| F. C. Groningen · Países Bajos  | Total club    | Total club    | 40    | 5     | 4     | 1                | 1                | 0                | —                     | —                     | —                     | 41    | 6     | 4     |
| F. C. Midtjylland Dinamarca     | 1.ª           | 2017-18       | 19    | 10    | 4     | 1                | 1                | 0                | 6                     | 4                     | 1                     | 26    | 15    | 5     |
| F. C. Midtjylland Dinamarca     | Total club    | Total club    | 19    | 10    | 4     | 1                | 1                | 0                | 6                     | 4                     | 1                     | 26    | 15    | 5     |
| Crystal Palace F. C. Inglaterra | 1.ª           | 2017-18       | 4     | 0     | 0     | —                | —                | —                | —                     | —                     | —                     | 4     | 0     | 0     |
| Crystal Palace F. C. Inglaterra | 1.ª           | 2018-19       | 12    | 0     | 0     | 4                | 1                | 0                | —                     | —                     | —                     | 16    | 1     | 0     |
| Crystal Palace F. C. Inglaterra | Total club    | Total club    | 16    | 0     | 0     | 4                | 1                | 0                | —                     | —                     | —                     | 20    | 1     | 0     |
| K. A. A. Gante · Bélgica        | 1.ª           | 2018-19       | 19    | 4     | 1     | 3                | 1                | 1                | —                     | —                     | —                     | 22    | 5     | 2     |
| K. A. A. Gante · Bélgica        | Total club    | Total club    | 19    | 4     | 1     | 3                | 1                | 1                | —                     | —                     | —                     | 22    | 5     | 2     |
| Trabzonspor Turquía             | 1.ª           | 2019-20       | 34    | 24    | 8     | 7                | 7                | 1                | 8                     | 2                     | 1                     | 49    | 33    | 10    |
| Trabzonspor Turquía             | Total club    | Total club    | 34    | 24    | 8     | 7                | 7                | 1                | 8                     | 2                     | 1                     | 49    | 33    | 10    |
| R. B. Leipzig · Alemania        | 1.ª           | 2020-21       | 29    | 5     | 3     | 4                | 0                | 1                | 4                     | 1                     | 0                     | 37    | 6     | 4     |
| Real Sociedad · España          | 1.ª           | 2021-22       | 33    | 4     | 0     | 4                | 2                | 0                | 7                     | 2                     | 1                     | 44    | 8     | 1     |
| R. B. Leipzig · Alemania        | 1.ª           | 2022-23       | 1     | 0     | 0     | 0                | 0                | 0                | —                     | —                     | —                     | 1     | 0     | 0     |
| R. B. Leipzig · Alemania        | Total club    | Total club    | 30    | 5     | 3     | 4                | 0                | 1                | 4                     | 1                     | 0                     | 38    | 6     | 4     |
| Real Sociedad · España          | 1.ª           | 2022-23       | 34    | 12    | 3     | 5                | 2                | 0                | 7                     | 2                     | 1                     | 46    | 16    | 4     |
| Real Sociedad · España          | Total club    | Total club    | 67    | 16    | 3     | 9                | 4                | 0                | 14                    | 4                     | 2                     | 90    | 24    | 5     |
| Villarreal C. F. · España       | 1.ª           | 2023-24       | 34    | 23    | 6     | 1                | 0                | 0                | 6                     | 3                     | 0                     | 41    | 26    | 6     |
| Villarreal C. F. · España       | Total club    | Total club    | 34    | 23    | 6     | 1                | 0                | 0                | 6                     | 3                     | 0                     | 41    | 26    | 6     |
| Atlético de Madrid · España     | 1.ª           | 2024-25       | 35    | 20    | 2     | 7                | 4                | 0                | 11                    | 0                     | 0                     | 53    | 24    | 2     |
| Atlético de Madrid · España     | 1.ª           | 2025-26       | 1     | 0     | 0     | 0                | 0                | 0                | 0                     | 0                     | 0                     | 1     | 0     | 0     |
| Atlético de Madrid · España     | Total club    | Total club    | 36    | 20    | 2     | 7                | 4                | 0                | 11                    | 0                     | 0                     | 54    | 24    | 2     |
| Total carrera                   | Total carrera | Total carrera | 327   | 121   | 35    | 40               | 20               | 4                | 53                    | 15                    | 4                     | 420   | 156   | 43    |

### Tripletes
| 1 | 9 de agosto de 2015      | Aspmyra, Bodø           | Bodø/Glimt - IK Start Kristiansand |  | 5 - 1 | Tippeligaen 2015         |
| 2 | 8 de noviembre de 2015   | Aspmyra, Bodø           | Bodø/Glimt - Stabæk IF             |  | 6 - 1 | Tippeligaen 2015         |
| 3 | 17 de septiembre de 2017 | MCH Arena, Herning      | Midtjylland - Hobro IK             |  | 5 - 1 | Superligaen 2017-18      |
| 4 | 19 de enero de 2020      | Şenol Güneş, Trebisonda | Trabzonspor - Kasımpaşa            |  | 6 - 0 | Süper Lig 2019-20        |
| 5 | 3 de marzo de 2024       | La Cerámica, Villarreal | Villarreal - Granada               |  | 5 - 1 | Primera División 2023-24 |
| 6 | 19 de mayo de 2024       | La Cerámica, Villarreal | Villarreal - Real Madrid           |  | 4 - 4 | Primera División 2023-24 |
| 7 | 10 de mayo de 2025       | Metropolitano, Madrid   | Atlético Madrid - Real Sociedad    |  | 4 - 0 | Primera División 2024-25 |
| 8 | 25 de mayo de 2025       | Montilivi, Gerona       | Girona FC - Atlético Madrid        |  | 0 - 4 | Primera División 2024-25 |

### Selecciones
Actualizado al último partido disputado el 9 de junio de 2025.
| Selección      | Temporada      | Europeos | Europeos | Europeos | Mundiales | Mundiales | Mundiales | Amistosos | Amistosos | Amistosos | Total | Total | Total  | Media goleadora |
| Selección      | Temporada      | Part.    | Goles    | Asist.   | Part.     | Goles     | Asist.    | Part.     | Goles     | Asist.    | Part. | Goles | Asist. | Media goleadora |
| -------------- | -------------- | -------- | -------- | -------- | --------- | --------- | --------- | --------- | --------- | --------- | ----- | ----- | ------ | --------------- |
| Noruega        | 2016           | –        | –        | –        | 3         | –         | –         | 4         | 1         | –         | 7     | 1     | 0      | 0.14            |
| Noruega        | 2017           | –        | –        | –        | 3         | –         | –         | 2         | –         | –         | 5     | 0     | 0      | 0.00            |
| Noruega        | 2018           | 3        | –        | –        | –         | –         | –         | 2         | 1         | –         | 5     | 1     | 0      | 0.20            |
| Noruega        | 2019           | 5        | 4        | –        | –         | –         | –         | –         | –         | –         | 5     | 4     | 0      | 0.80            |
| Noruega        | 2020           | 5        | 3        | 2        | –         | –         | –         | –         | –         | –         | 5     | 3     | 2      | 0.60            |
| Noruega        | 2021           | –        | –        | –        | 7         | 3         | 1         | 2         | –         | –         | 9     | 3     | 1      | 0.33            |
| Noruega        | 2022           | 6        | 1        | 1        | –         | –         | –         | 3         | 2         | –         | 9     | 3     | 1      | 0.33            |
| Noruega        | 2023           | 6        | 2        | 1        | –         | –         | –         | –         | –         | –         | 6     | 2     | 1      | 0.33            |
| Noruega        | 2024           | 6        | 3        | 3        | –         | –         | –         | 2         | 1         | –         | 8     | 4     | 3      | 0.50            |
| Noruega        | 2025           | –        | –        | –        | 4         | 3         | 0         | 0         | 0         | 0         | 4     | 3     | 0      | 0.75            |
| Total absoluta | Total absoluta | 31       | 13       | 7        | 17        | 6         | 1         | 15        | 5         | 0         | 63    | 24    | 8      | 0.38            |
| 1. 2.          |                |          |          |          |           |           |           |           |           |           |       |       |        |                 |

## Palmarés

### Títulos nacionales
| Título          | Club        | País    | Año  |
| --------------- | ----------- | ------- | ---- |
| Copa de Turquía | Trabzonspor | Turquía | 2020 |

### Distinciones individuales
| Distinción                                                      | Año  |
| --------------------------------------------------------------- | ---- |
| Mejor jugador del mes de enero de la Primera División de España | 2023 |